# Lemberg (Gemeinde Buch-St. Magdalena)
Lemberg ist ein Ort in der Oststeiermark, unweit der burgenländischen Grenze, und ist Ortschaft und Katastralgemeinde der Gemeinde Buch-St. Magdalena im Bezirk Hartberg-Fürstenfeld.

## Geographie
Die Rotte befindet sich am Nordrand des Oststeirischen Riedellands, 45 Kilometer östlich von Graz, etwa 8½ Kilometer südöstlich von Hartberg. Sie liegt auf um die 430 m ü. A. am Osthang des Riedls, der die Talung der Hartberger Safen vom Lafnitztal trennt, also schon im Einzugsgebiet der Letzteren, unterhalb von Sankt Magdalena am Lemberg mit seiner bekannten Kirche.  Mit St. Magdalena wie auch Grubberg auf der anderen Seite des Riedls ist Lemberg heute weitgehend verwachsen. Das Ortsgebiet bildet dabei den südostwärts streifenden Nebenriedl zwischen Mitterndorfbach nördlich und Längenbach südlich, die dann zum Angerbach vereint bei Neudau der Lafnitz zufließen. Der Ort gehört zur Region Thermenland.
Die Ortschaft umfasst knapp 80 Gebäude mit etwa 240 Einwohnern. Zum Ortschaftsgebiet gehört auch Sankt Magdalena am Lemberg selbst, das nur eine kleine Rotte rund um die Kirche ist. Dem Ortschaftsgebiet entspricht der Zählsprengel St.Magdalena am Lemberg (002).
Zur Katastralgemeinde Lemberg, die etwa 303 Hektar hat, gehört auch die Ortschaft Mitterndorf.
Nachbarorte, -ortschaften, -katastralgemeinden
| Sankt Magdalena am Lemberg Grubberg             | Weinberg (O, KG)                                                  |                                                |
| Unterbuch (O, KG)                               | Kompassrose, die auf Nachbargemeinden zeigt                       | Mitterndorf (O, KG) Wörth a.d.L. (O, KG, Gem.) |
| Voitmann Geier (O) (beide Gem. Bad Waltersdorf) | Schmiedböckl Rohrbach bei Waltersdorf (KG, beide Gem. Sebersdorf) | Längenbach (O, KG)                             |

## Geschichte

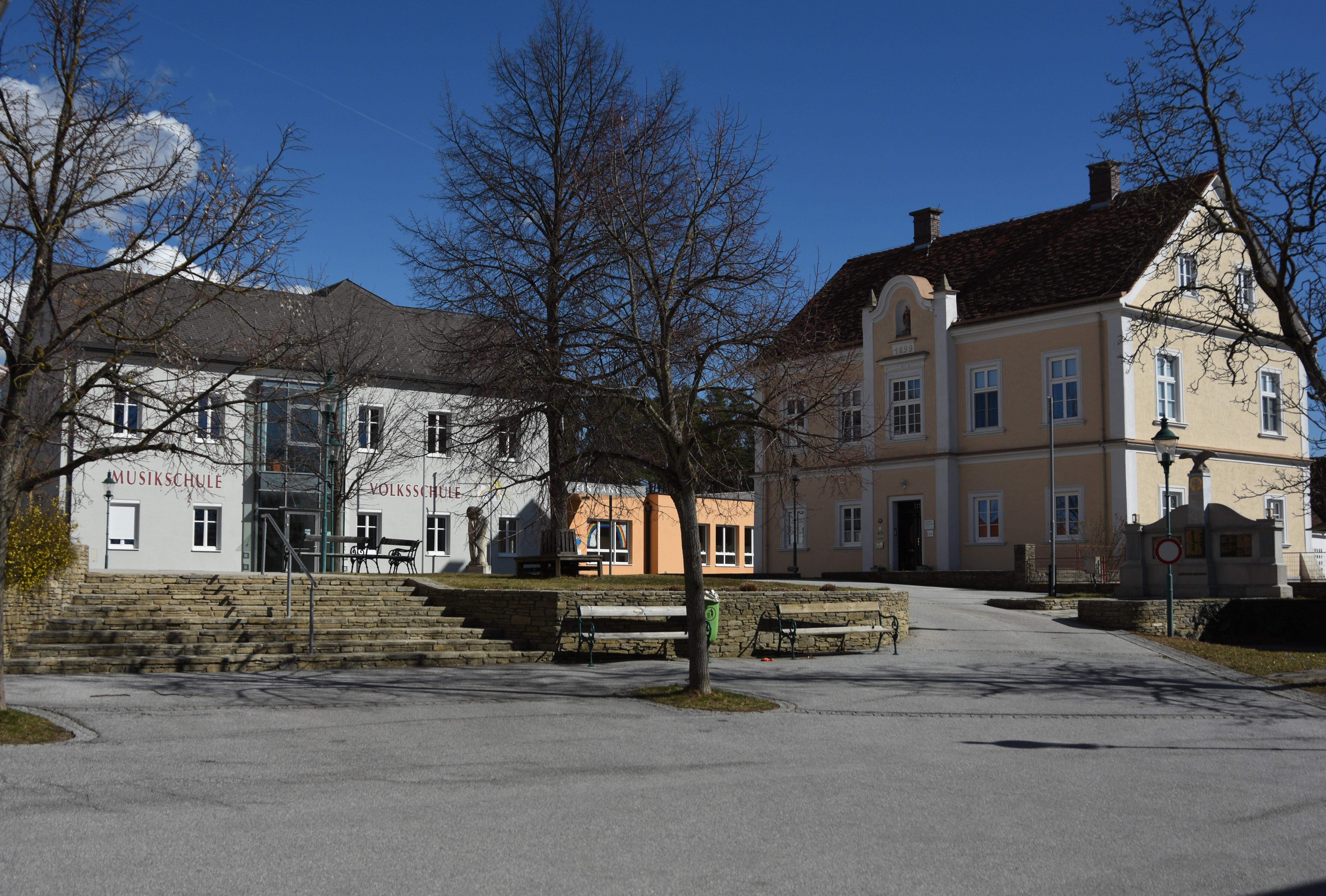
Volksschule St. Magdalena am Lemberg

Der Ort Lemberg ist um die bedeutende Magdalenenkirche herum entstanden. Wohl schon in der ersten Hälfte des 18. Jahrhunderts gab es bei der Kirche auch eine Schule, in der von einem Eremiten unterrichtet wurde. Im Jahr 1784 wurde die Pfarre eingerichtet. Diese gibt es als Volksschule St. Magdalena am Lemberg bis heute.
Mit der Schaffung der Ortsgemeinden nach 1848/49 wurde eine Gemeinde eingerichtet, die anfangs den Namen Lemberg,
dann aber bald Sankt Magdalena am Lemberg bekam. Hauptort war aber immer das schon seinerzeit größere Lemberg.
Seit 1. Jänner 2013 gehört Lemberg zur neuen Gemeinde Buch-St. Magdalena. Dort bildet es weiterhin Ortschaft wie auch Katastralgemeinde.